# Рівень представлення
Представницький рівень, Рівень подання, Рівень представлення (англ. Presentation layer) — шостий рівень мережевої моделі OSI.
Цей рівень відповідає за перетворення протоколів і кодування / декодування даних. Запити додатків, отримані з рівня додатків, він перетворить у формат для передачі по мережі, а отримані з мережі дані перетворить у формат, зрозумілий додаткам. На цьому рівні може здійснюватися стиснення / розпакування або кодування / декодування даних, а також перенаправлення запитів іншому мережному ресурсу, якщо вони не можуть бути оброблені локально.
На представницькому рівні передана по мережі інформація не змінює змісту. За допомогою засобів, реалізованих на даному рівні, протоколи прикладних програм долають синтаксичні відмінності в експонованих даних або ж відмінності в кодах символів, наприклад погоджуючи представлення даних розширений двійковий код обміну інформацією EBCDIC використовуваного мейнфреймів компанії IBM з одного боку і американський стандартний код обміну інформацією ASCII з інший.
Іншою функцією, виконуваною на рівні уявлень, є шифрування і дешифрування даних, що забезпечує таємність переданих даних відразу для всіх прикладних служб. Щоб вирішити це завдання, процеси та коди, що знаходяться на рівні уявлень, повинні виконати перетворення даних. Прикладом протоколу, що забезпечує секретний обмін по мережі, є рівень захищених сокетів (англ. Secure Sockets Layer - SSL).